# Acentrella feropagus
Acentrella feropagus är en dagsländeart som beskrevs av Alba-tercedor och Mccafferty 2000. Acentrella feropagus ingår i släktet Acentrella och familjen ådagsländor. Inga underarter finns listade i Catalogue of Life.